# Gastronomía paisa

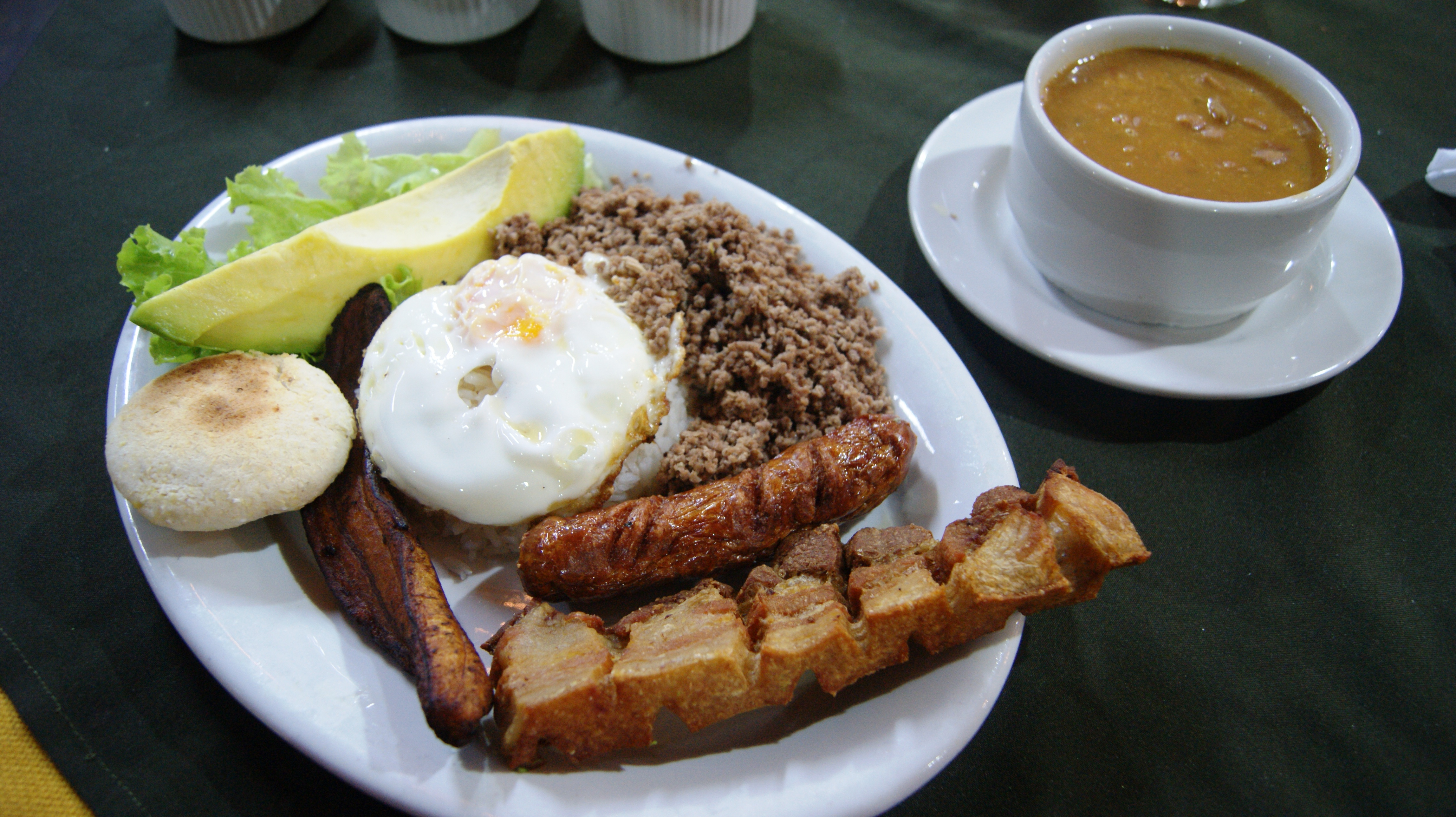
Bandeja paisa: En esta presentación los fríjoles están servidos de forma separada, pero por lo general vienen dentro del plato principal.

La gastronomía paisa es aquella típica y tradicional que se practica en la llamada región paisa de Colombia o Eje Cafetero. Hoy, parte de la gastronomía paisa se practica en otras regiones del país, y está también influenciada por el resto de la gastronomía de Colombia.
La gastronomía de la región paisa se refiere esencialmente al conjunto de platos típicos y a las prácticas gastronómicas de esta región, a menudo con un origen rural, y a su interrelación con otros elementos culturales. Hay que observar que en Antioquia, sin embargo, se practican por igual la gastronomía y la alta cocina internacional, así como la gastronomía de otras regiones de Colombia, especialmente en Medellín y en las ciudades regionales más visitadas, por razones de desarrollo o turísticas.
Está caracterizada por su variedad, tanto de ingredientes utilizados, como por las formas de presentación y maneras de preparación. Además goza de gran reconocimiento a nivel nacional e internacional.

## Origen de la gastronomía paisa
La gastronomía paisa es una mezcla de la gastronomía de varias culturas. Los primeros habitantes de la región, en épocas precolombinas, ya conocían algunos de los alimentos que forman parte de los platos antioqueños actuales. El maíz, el fríjol, la yuca, algunos tubérculos, algunas hortalizas, ciertas hierbas aromáticas, especias, frutas silvestres y carnes de animales de caza y pesca ya hacían parte de la dieta de los pueblos que habitaban la región, antes de la llegada de los españoles. Con la colonización, llegaron alimentos que eran típicos de otras culturas, aguacate de América Central, embutidos de cerdo de Europa, plátano del sudeste asiático, arroz del extremo oriental de Asia, etc. Además de los alimentos, el europeo trajo consigo costumbres diferentes, lo que hizo que la cocina de la región se enriqueciera con formas diferentes de cortar la carne, medir las cantidades y servir las porciones.
Así, para el siglo XIX la población local se alimentaba con carne y tocino de cerdo, maíz, fríjol, plátano, panela y chocolate. Esta época también marca una tendencia a la estratificación de la gastronomía según las clases sociales, la urbanización o la ruralidad. A comienzos del siglo XX el auge cafetero hace variar los hábitos alimentarios de los habitantes de la región Sur. Con la llegada de la refrigeración aparecen nuevas formas de preparación de los alimentos, generándose así un panorama gastronómico muy similar al actual.

## Importancia de la gastronomía paisa
Los especialistas en el tema ven en la gastronomía paisa una célula independiente con respecto al resto de la gastronomía colombiana. Según ellos, «la célula gastronómica es la región, y no la nación». En otras palabras, la población local, de forma general, «hace de las recetas con las que creció, uno de los símbolos más apreciados de su identidad regional». Este hecho se da principalmente porque “Colombia es un país de regiones y ello hace que cada región posea características específicas y costumbres culinarias propias”.

## Uso del cerdo
Con la llegada de algunos españoles como Jorge Robledo en 1530, se inició la importación de ganado porcino y vacuno desde Europa, así, el cerdo se establece en la región antioqueña y a través de los años fue desplazando poco a poco a la carne de res, pero sin llegar a sustituirla. La convivencia carne de cerdo y carne de res termina por hacer bajar los precios de la carne de cerdo y volverla más asequible. Así, a principios del siglo XX, las recetas con cerdo comienzan a proliferar en Antioquia, llegando hoy a ser el departamento colombiano donde más se consume dicha carne, tres veces más que en otras regiones. Hoy, el cerdo sirve para preparar chorizos y chicharrones, ingredientes esenciales de algunos platos típicos como la bandeja paisa.

## Especificidades subregionales
En la gastronomía antioqueña y su cocina tradicional existe gran variedad de platos genéricos, aunque también existe cierta polarización en varias subregiones prefiriendo algunos tipos de alimentos específicos. Es así como en el departamento existen el municipio del cacao, el de la panela, el del maíz, el de la trucha, el de la carne, el de las frutas, el del fríjol, los del café, del plátano, de la guayaba, de la piña, y así sucesivamente, lo que produce ofertas muy variadas según el lugar, sin que por lo general se abandone nunca la alimentación genérica. En la comarca como un todo se conservan, tanto una base general alimentaria, como una gastronomía típica también generalizada, y ambas tradicionales.

## Platos más difundidos
En la región se creó una mezcla de feculantes aborígenes de maíz y yuca con queso. Luego se incorporaron leche y mantequilla, para originar lo que hoy se conoce como parva antioqueña. La parva es variada; algunos pasabocas típicos que la componen, son: el pandequeso, pandeyuca, y buñuelo. Sin embargo, los platos más populares de la gastronomía de Antioquia, a todas luces, son la Bandeja Paisa y las arepas antioqueñas.

### Arepas

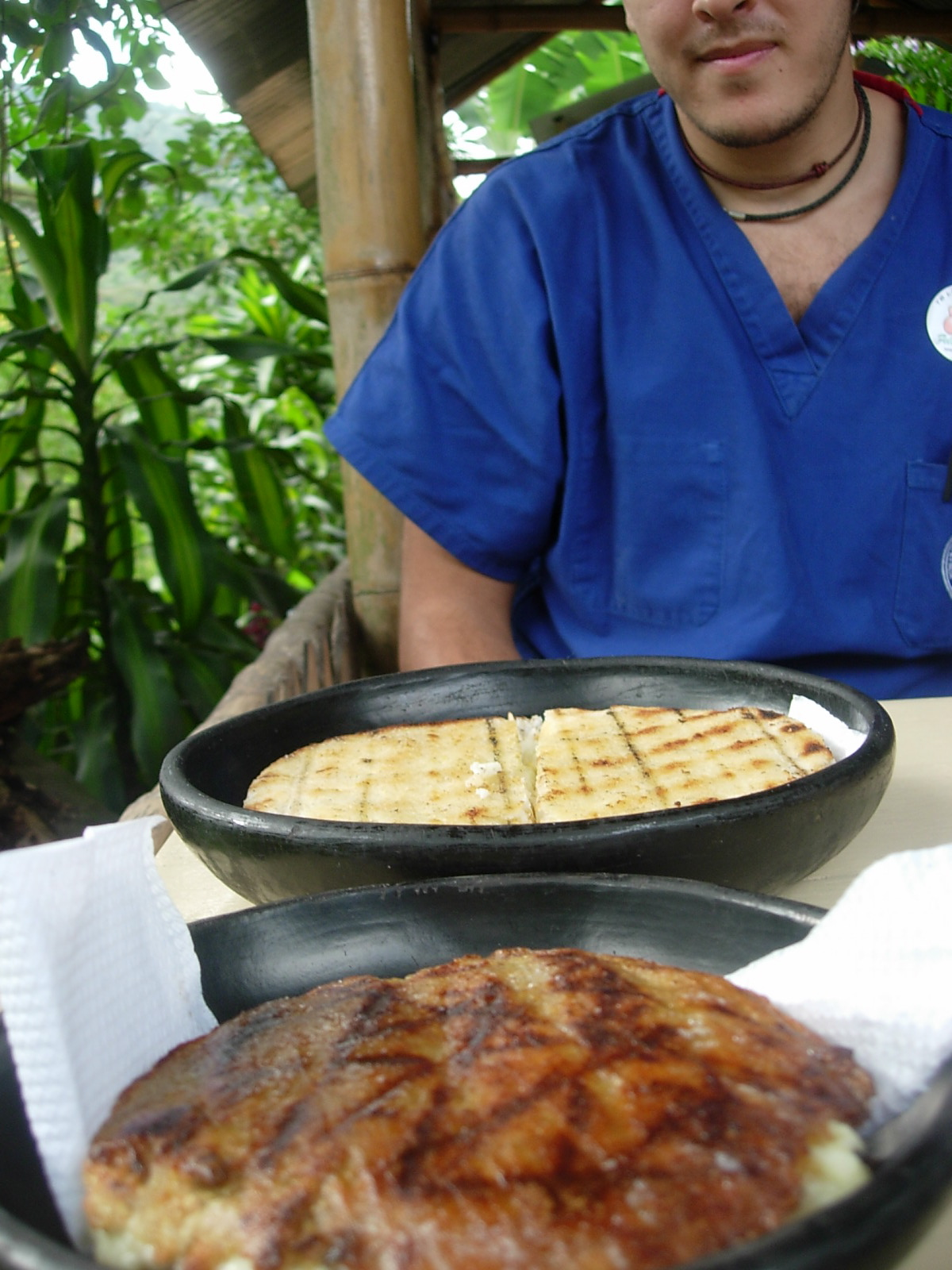
La arepa es parte importante en la dieta de los antioqueños y los colombianos.

La arepa es un alimento emblemático de la región paisa, Santander, la costa Caribe, el Valle del Cauca, Boyacá y en general de Colombia; en el caso de la región paisa distinguidos personajes internacionales, incluidos presidentes de otros países, ejecutivos exitosos y demás, han sido galardonados con un collar de arepas. La región posee tradicionalmente una amplia variedad de las mismas y son consumidas a cualquier hora del día. Bien indica Julián Estrada en la revista Semana:
| «...Si de símbolo de territorialidad hablamos, es necesario advertir que en nuestro país existe una comarca, otrora denominada Antioquia la Grande (Antioquia, Caldas, Risaralda y Quindío), cuyos habitantes han convertido la arepa en especie de ícono, no sólo de su alimentación, sino de su manera de ser y de pensar. Para los antioqueños la arepa lo es todo y la vida no existe sin arepa. En el lenguaje paisa arepa es sexualidad, es ponderación, pero a la vez es torpeza. Paradójicamente, los antioqueños han convertido esta bola de masa en su más ilustre condecoración al adular a propios y extraños con un collar de ellas». —Julian Estrada |

La arepa, llamada bun o tajitafun, por los antiguos Guanes, pueblo local, hace parte del patrimonio cultural colombiano y puede ser considerada como un símbolo de unidad gastronómica nacional. De hecho, Tomás Carrasquilla, escritor colombiano que describió la cultura gastronómica de la región a principios del siglo XX, en sus escritos muestra el arraigo y la tradición de la arepa que hacía parte de la culinaria cotidiana regional.
En la región tradicionalmente ha habido y continúa habiendo una amplia variedad de ellas para todos los gustos:
- Arepa paisa, o tela, denominada así por ser delgada: es de maíz blanco; se prepara sin sal y se sirve sin relleno. Suele utilizarse para acompañar cualquier comida.
- Arepa redonda: se utiliza sobre todo para acompañar sancochos o asados, siempre se asa al carbón.
- Arepa de chócolo, hecha a partir de maíz tierno; suele comerse caliente, untada con mantequilla y trozos de quesito antioqueño encima.
- Arepa de arriero: se prepara con masa de maíz trillado, quebrado en seco; y remojado en agua por largo tiempo para desprender el afrecho sobrante, usualmente cinco días; durante los cuales el agua se cambia diariamente. Se suele acompañar con chicharrón.
- Arepa de mote: es de maíz amarillo; éste se pela o desafrecha con agua y ceniza procedente del fogón tradicional, sin retirarle el afrecho en su totalidad. A la arepa de mote se le observan claramente los afrechos, que le imprimen un sabor particular y distintivo, combinado con los tonos de leña aportados por la ceniza.
- Arepa de maíz pilao: su diferencia radica en la forma de dar tratamiento al maíz antes de hervirlo, se machaca crudo en un pilón grande de madera, añadiendo un poco de agua para facilitar el desprendimiento del afrecho. El sabor cambia radicalmente, en especial por la afectación en los tiempos de cocción del maíz, y el aporte que le da la madera del pilón.
- Las «migas» de arepa: se prepara con las arepas sobrantes que se pasan por agua nuevamente para ablandarlas, se parten en pedazos diminutos hasta quedar en migajas y se tuestan con aceite vegetal o mantequilla. Son una variación de las migas españolas, posiblemente de la que se derivan, en la cual se ha reemplazado la miga de pan duro por arepa, y la carne por huevo. Suelen combinarse con puré de papa, huevo revuelto y carne desmechada, en el tradicional zamboviejo, que suele consumirse, al igual que las migas, en el desayuno.
- Arepa desmechada: una variedad de la arepa tradicional antioqueña, pero las características distintivas de la arepa desmechada consisten en que viene hecha directamente desde el grano del maíz, cocinado, sin ningún aderezo, hasta la mesa. Para su preparación, el maíz puro y original se muele en una pileta, por lo general de madera, y con la masa así obtenida se hace la arepa. Es la arepa más sencilla de la región antioqueña. Muy común, tradicionalmente, en la ciudad de Sonsón, Antioquia.

### La bandeja paisa

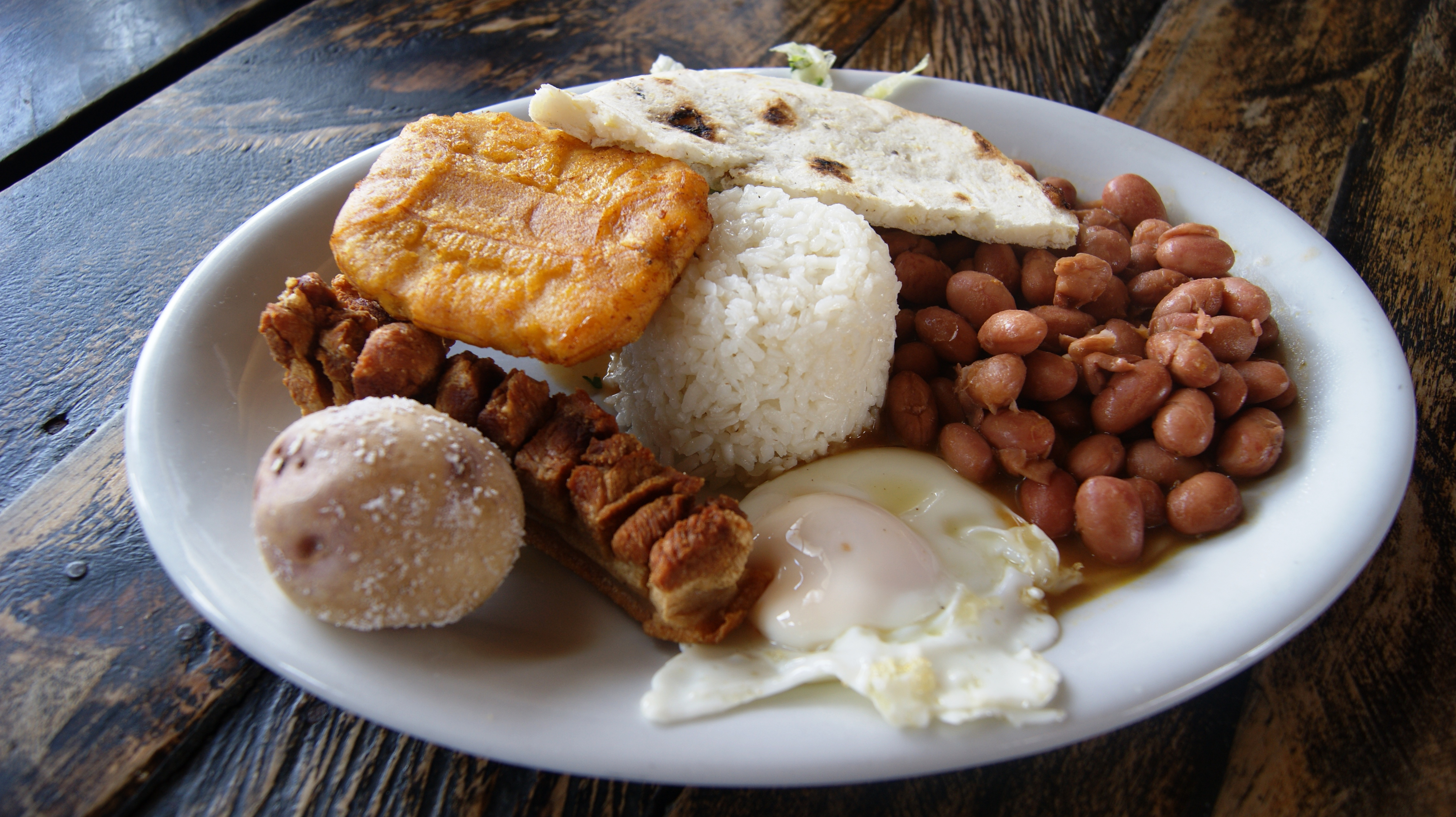
Ejemplo de Bandeja Paisa con papa, chicharrón, patacón, fríjoles, arroz, arepa y huevo frito; en esta fotografía está ausente la ensalada, que se sirve por separado.

El plato paisa más célebre es la bandeja paisa, considerado por una importante corriente de opinión del país como el plato nacional de Colombia, aunque esto último no genera consenso. Se caracteriza por una gran variedad de alimentos servidos en un solo plato y guarda alguna semejanza con la fabada asturiana. En su versión más clásica se compone por lo general de fríjoles, arroz, carne en polvo, que es carne finamente molida, chicharrón, chorizo, morcilla, tajadas fritas de plátano maduro, un huevo frito, tajadas de tomate rojo, aguacate, arepa y hogao. Dado su gran tamaño se sirve en una bandeja, o en ausencia de bandeja, hay que servirla en varios platos y recipientes normales.
Con las migraciones internas en Colombia, la bandeja paisa también emigró, siendo influenciada por las costumbres locales de las diversas regiones. Por ejemplo, entrado el siglo XX, la bandeja paisa llegó a Bogotá, lugar donde el huevo frito cambió su presentación y su forma de preparación.

## Lista de platos típicos paisas
Esta es una lista no exhaustiva de los platos, bebidas y postres típicos y tradicionales de la región paisa.

### Arepas
- Arepa tela
- Arepa de maíz pelado
- Arepa desmechada
- Arepa de mote
- Arepa de arriero
- Arepa de chócolo con quesito campesino

### Platos fuertes
- Fríjoles paisas
- Fríjoles con pezuña
- Crema de fríjoles
- Sancocho paisa
- Sopa de mondongo paisa
- Morcilla paisa
- Chorizo paisa
- Carnes asadas al carbón o parrilladas
- Posta o muchacho sudao
- Lomo de cerdo acaramelado
- Patacón (gastronomía)#ColombiaPatacón paisa
- Calentado
- Sopa de arroz con carne en polvo
- Calentao paisa
- Tamal paisa
- Fiambre
- Zamboviejo
- Bandeja paisa

### Postres
- Arequipe con brevas
- Marialuisa
- Pionono
- Panderos
- Parva
- Chocolate parviao
- Arroz con leche
- Mazamorra
- Caspiruleta
- Migado
- Natilla
- Pandeyuca
- Pandequeso
- Chocolate parviao

### Aderezo
- Hogao

### Otros platos
- Quesito paisa
- Fritos rápidos, papa rellena, salchichón, pastel de carne o pollo, buñuelo
- Empanada paisa
- Aguardiente
- Salchipapa